# Katastralgemeinde Hörzendorf
Die Katastralgemeinde Hörzendorf ist eine von sieben Katastralgemeinden der Stadtgemeinde Sankt Veit an der Glan im Bezirk Sankt Veit an der Glan in Kärnten, in Österreich. Sie hat eine Fläche von 682,29 ha.
Die Katastralgemeinde gehört zum Sprengel des Vermessungsamtes Klagenfurt.

## Lage
Die Katastralgemeinde liegt im Westen der Gemeinde Sankt Veit an der Glan, im Süden des Bezirks Sankt Veit an der Glan. Sie liegt teils am Glantalboden, teils im Glantaler Bergland südwestlich des Bezirkshauptorts und erstreckt sich von der Ossiacher Straße im Norden bis an den Abfluss des Hörzendorfer Sees im Süden, reicht im Westen bis fast an den zur Ortschaft Liebenfels gehörenden Seidelhof und im Osten bis zum südwestlichen Gipfel des Muraunbergs. Die Katastralgemeinde erstreckt sich über eine Höhenlage von 470 m ü. A. an der Glan bis zu 673 m ü. A. am Muraunberg. 

## Ortschaften
Zur Gänze auf dem Gebiet der Katastralgemeinde Hörzendorf liegen die Ortschaften Radweg und Unterbergen sowie die Ortschaft Lebmach, die jedoch nur einen kleinen Teil des gleichnamigen, mehrheitlich zur Nachbargemeinde Liebenfels gehörenden Orts Lebmach bildet. Außerdem liegt der Großteil der Ortschaft Hörzendorf auf dem Gebiet der Katastralgemeinde.

## Vermessungsamt-Sprengel
Die Katastralgemeinde gehört seit 1. Jänner 1998 zum Sprengel des Vermessungsamtes Klagenfurt. Davor war sie Teil des Sprengels des Vermessungsamtes St. Veit an der Glan.

## Geschichte
Ende des 18. Jahrhunderts wurden die Kärntner Steuergemeinden (später: Katastralgemeinden) gebildet und Steuerbezirken zugeordnet. Die Steuergemeinde Hörzendorf wurde Teil des Steuerbezirks Karlsberg.
Im Zuge der Reformen nach der Revolution 1848/49 wurden in Kärnten die Steuerbezirke aufgelöst und Ortsgemeinden gebildet, die jeweils das Gebiet einer oder mehrerer Steuergemeinden umfassten. Die Steuer- bzw. Katastralgemeinde Hörzendorf wurde Teil der Gemeinde Hörzendorf, die anfangs den Namen Gemeinde Karlsberg trug. Die Größe der Katastralgemeinde wurde 1854 mit 1.183 Österreichischen Joch und 467 Klaftern (ca. 681 ha) angegeben; damals lebten 169 Personen auf dem Gebiet der Katastralgemeinde. 1972 wurde die Katastralgemeinde Hörzendorf Teil der Gemeinde Sankt Veit an der Glan.
Die Katastralgemeinde Hörzendorf gehörte ab 1850 zum politischen Bezirk Sankt Veit an der Glan und zum Gerichtsbezirk Sankt Veit an der Glan. 1854 bis 1868 gehörte sie zum Gemischten Bezirk Sankt Veit an der Glan. Seit der Reform 1868 ist sie wieder Teil des politischen Bezirks Sankt Veit an der Glan und des Gerichtsbezirks Sankt Veit an der Glan.